# ドーラク弁護士
『ドーラク弁護士』（ドーラクべんごし）は、鈴木あつむによる日本の漫画、またそれを題材としたテレビドラマ。『ミスターマガジン』（講談社）で連載された。単行本は全12巻。絶版を経て現在はマンガ図書館Zで無料公開されている。

## 概要
基本的には主人公である弁護士が、様々な依頼者から持ち込まれる案件に対し弁護士として対応する様子を描いた。
主人公はかなりの資産家であるため、問題解決のために自らの資産を以下のように惜しげもなくつぎ込むことがある。
- クレジットカード不正利用問題では、顧客情報を入手してカード会社の親会社の銀行経由で暗黙の圧力をかけて和解を引き出す。
- 麻酔医の医療ミス訴訟では、主人公が出資するファンドの支援を受けている麻酔医の世界的権威を患者側証人として証言させる。
- 銀行出身の社長の解任において、多額の預金を盾に他銀行役員から社長に関する情報を聞き出す。
- 建設会社の橋梁手抜き工事において、倉庫の中に橋梁のセットを組んだ上で地震をシミュレートして、手抜きに関与した人間からリアルな証言を聞きだす。
- ゴルフ会員権を巡る詐欺において、被害者数・被害総額を特定するため、全国紙の全面広告で会員権を買い取る旨告知を出す。
- 欠陥マンションにおいて、ヘリで上空からマンションを望遠レンズで撮影して欠陥建築の証拠をつかむ。
- 物証がないものの状況証拠から今後の犯罪が予想される事件で、1000万円の寄付で犯行現場となりうる病室の監視カメラ設置を病院に認めさせる。
- 浪費を繰り返す社長を解任するにおいて、会社更生法[1]適用を認めさせ易くするために10億円の債務保証をする。

この点で筒井康隆の『富豪刑事』の弁護士版として重なる部分がある。ただし、問題解決に自らの資産を使う事例はほんの一部であり、冷静に弁護士として事件の内容を分析し妥当な結論に導く場合が圧倒的に多く、優秀な弁護士であることが見て取れる。

## 登場人物
正義 乃味方（まさよし のみかた）
主人公。父親が大金持ちの富豪弁護士。父親からは「ノミカタ」と呼ばれる。
一人称は「僕（平時）」「俺（父親と話す時）」「私（弁護士として振る舞う時）」とその時に応じて使い分けている。現在は金持ちだが、貧乏だった少年時代を忘れず、弱者を法で守ることを決意している正義漢。名前は父である内蔵介の駄洒落好きから。
185cmを超える長身だがケンカが強いわけではない。しかし、ヤクザ相手も怯ませる迫力と凄みを見せることも。
依頼がなかなか来ないので金持ちでありながら倹約生活を心がけており、ボロボロのカローラ（ボローラ）に乗っている。過去、貧乏生活の中で過労で病気になった母親を病院に送るため父親が買ったのがこのカローラだった。そのため母親の想いが残るカローラには愛着を持っており、今でも手放さないでいる。ただし弁護士になってからは依頼人を乗せる関係上、中身はベンツに改造してある。
幼少の頃、父親が連帯保証人になったことで莫大な借金を背負ってしまう。弁護士たちに相談してもまともに取り合ってもらえず、「人助けを諦めている連中」を反面教師とし弁護士を目指すようになった。その後はイジメを見過ごせず立ち向かう勇猛果敢な少年へと成長。ケンカこそ弱かったがどんな相手でも臆せず立ち向かう様は、今の彼を形作る要員の一つとなった。
5年前までは超大手である「護国寺前法律事務所」でイソ弁（居候弁護士）をしており、「一番のキレ者」とまで言われていた。しかし、悪徳病院の弁護を引き受けるなど目先の利益しか考えないやり方に反発し独立。以後、田ノ倉昇二から圧力を受け、依頼人が来ないようにされていた。2巻ではかつての上司・田ノ倉と対決することになり、病院側の不正を暴いて勝訴を勝ち取った。
正義 内蔵介（まさよし くらのすけ）
正義グループの会長で乃味方の父。後半からは「正義開発」の社長として出てくることが多くなった。
かつて友人の連帯保証人となったことで2000万の借金をこうむり、強面たちから強引に返済を迫られていた過去がある。しかし、畑から温泉が出たのをきっかけに土建会社を設立。20億の資産を誇る大会社を築き上げた。息子のことは溺愛しており、連載当初は金に糸目をつけないやり方でプレゼントを贈るなど親バカを発揮していた。乃味方からはたびたび辟易されているが、「自分も子供が生まれたらあんな親バカになりたい」と一種の尊敬を向けられている。
連載が進むにつれて「キレ者」として描かれるようになり、乃味方でも思いつかないような手口で有権者の悪事を暴いたことがある。
レギュラーではあるもののまったく登場しない時もあった。
ユカリ
乃味方の事務所で働く美人秘書の1人。気の強い性格。後ろ髪がハネた特徴的な髪型をしている。3人娘の中では乃味方に頼られることが多い。病院に潜入捜査した時は看護師だった経歴とお色気を駆使して有利な証言を聞き出すのに一役買った。後半からはユカリ以外の2人も目立つようになり、ユカリの独り舞台はほとんどなくなった。
ドラマ版での表記は「由香里」。
ユキ
乃味方の事務所で働く美人秘書の1人。言動に少々ギャルっぽい面があり、そそっかしくて早合点しがち。また缶詰を開ける時には3回に1回は指を切るなどドジな面がある。セミロングにシャギーを入れた女性で、ユカリに次いで出番が多い。
8巻では「新藤 猛」という大学生の弟が登場した。
小百合
乃味方の事務所で働く美人秘書の1人。和服を着た日本美女で、「判決3」のオチで内蔵介を折檻するなど怒らせると怖いところがある。実家は事務所から歩いて五分のところにある。ユカリ、ユキと比べると出番が少なく、名前もなかなか出ない。
3人娘の中では一番年上のようで、「姉さん」と呼ばれて頼られることもある。
西崎 勤（にしざき つとむ）
2巻に登場した医師。元々は祥天病院の医師だったが、後に直瀬内病院へと移った。病院絡み訴訟で乃味方と知り合った。事件解決後も何度か登場しており、乃味方たちに協力している。

## ドラマ
1999年5月21日にフジテレビの金曜エンタテイメント枠でドラマ化された。

### キャスト
- 高嶋政伸 ‐ 正義乃味方
- 三浦理恵子 ‐ 由香里
- 大沢さやか ‐ ユキ
- 井田州彦 ‐ 十和田雄大
- デビット伊東 ‐ 新田一郎
- 遠山俊也 ‐ 杉下浩
- 須永慶 ‐ 津川貞治
- 綾田俊樹 ‐ 草野俊一
- 鈴木ヒロミツ ‐ 坪井
- 斉木しげる ‐ 志村実
- 六平直政 ‐ 黒岩竜吾
- 奥村公延 ‐ 前島道男
- 正司歌江 ‐ 十和田光子
- 白川由美 ‐ 正義笑美子

### スタッフ
- 演出: 樋口徹
- 脚本: 深沢正樹
- プロデュース: 樋口徹、石井てるよし
- 制作: FCC
- 制作著作: フジテレビ